# Dilophus febrilis
Dilophus febrilis es una especie de mosca de la familia Bibionidae.  

## Distribución
Se encuentra en la región paleártica.